# Hyperlasion wasmanni
Hyperlasion wasmanni är en tvåvingeart som beskrevs av Schmitz 1919. Hyperlasion wasmanni ingår i släktet Hyperlasion och familjen sorgmyggor.
Artens utbredningsområde är Nederländerna. Arten är reproducerande i Sverige. Inga underarter finns listade i Catalogue of Life.